# Honda Passport
O Honda Passport é um automóvel do tipo SUV médio produzido pela Honda entre os anos de 1993 a 2002 e de 2018 até os dias atuais, inicialmente feito em parceria com a Isuzu que vendia uma versão semelhante chamada Isuzu Rodeo, a atual geração ocupa o tamanhonentre o Honda CR-V e o Honda Pilot.

## Galeria
- Primeira geração (1993 - 1997)
- Segunda geração (1997 - 2000)
- Terceira geração (2018 - 2024)
- Quarta geração (2025 - presente)